# Gracilocyon
Gracilocyon — вимерлий рід хижоподібних ссавців, який жив у протягом самого раннього еоцену; скам'янілості знайдені в США, Бельгії та Великій Британії.